# Права ЛГБТ у Фінляндії
Права лесбійок, геїв, бісексуалів і трансгендерів (ЛГБТ) у Фінляндії є одними з найрозвиненіших у світі. У 1971 там було легалізовано одностатеві статеві стосунки як між чоловіками, так і жінками, а в 1999 році «просування» було декриміналізовано та вік згоди зрівняно. У 1981 році гомосексуальність перестала визнаватися хворобою. Дискримінація за ознакою сексуальної орієнтації в таких сферах, як працевлаштування, надання товарів і послуг тощо, була криміналізована в 1995 році, а дискримінація за ознакою гендерної ідентичності — у 2005 році.
Одностатеві шлюби та спільне усиновлення одностатевими парами були дозволені парламентом Фінляндії у 2014 році, а 1 березня 2017 року закон набув чинності. До цього, з 2002 по 2017 рр. в країні діяли реєстровані партнерства, що надавали одностатевим парам ті ж права, що й подружжям, за винятком усиновлення та спільного прізвища. Лесбійські пари отримали доступ до штучного запліднення (ЕКЗ) у 2007 році, а усиновлення пасинків для одностатевих пар стало можливим у 2009 році. Трансгендерні особи-резиденти Фінляндії, що старші 18 років, можуть законно змінити стать за документами (наприклад, у свідоцтві про народження) — шляхом самовизначення, починаючи з 3 квітня 2023 року, коли відповідне законодавство буде ухвалено та офіційно підписано як парламентом, так і президентом відповідно.
Фінляндію часто називають однією з найбільш дружніх до ЛГБТ країн у світі, і громадське сприйняття їх та одностатевих стосунків є високим. Опитування Євробарометра 2019 року показало, що 80% фінів вважають, що геї, лесбійки та бісексуали повинні мати ті ж права, що й гетеросексуали, а 76% підтримують одностатеві шлюби.

## Законність одностатевих сексуальних стосунків
Гомосексуальність була декриміналізована у 1971 році, і перестав вважатися хворобою в 1981 році, приблизно тоді ж, як і в інших європейських країнах. Вік згоди був зрівняний до 16 років у 1999 році. Трансвестизм перестав вважатися хворобою у 2011 році.

## Визнання одностатевих стосунків

### 2000-ті роки
Реєстровані партнерства (фін. rekisteröity parisuhde; швед. registrerat partnerskap) у Фінляндії були створені для одностатевих пар у 2002 році. Законодавство, що надає одностатевим парам такі ж права та обов’язки, як і одруженим парам різної статі, було прийнято парламентом у вересні 2001 року 99 голосами проти 84. У травні 2009 року парламент переглянув закон, що дозволяє парам усиновлювати біологічних дітей свого партнера. Реєстровані партнерства, які були доступні лише для одностатевих пар, реєструвалися та розривалися за процедурою, подібною до цивільних шлюбів. Закон також надав імміграційні права одностатевим іноземним партнерам громадянина Фінляндії. Закон про реєстроване партнерство було скасовано 1 березня 2017 року після набуття чинності законодавства про одностатеві шлюби.
Згідно з опитуванням, проведеним газетою Kotimaa 11 березня 2010 року, парламентські вибори 2007 року призвели до розколу в питанні одностатевих шлюбів: 54% депутатів виступили проти гендерно-нейтрального закону про шлюб і 46% підтримали. Проте, чотири з восьми партій у парламенті — Соціал-демократи, Зелені, Лівий союз  і Шведська народна партія заявили про свою підтримку одностатевих шлюбів у їхні загальні позиційні документи. Національна коаліція проголосувала за підтримку одностатевих шлюбів на своїй партійній конференції в червні 2010 року, хоча віцеголова її парламентської групи Бен Зискович заявив, що більшість членів парламенту NCP були проти. Центристська партія не мала загальної позиції щодо одностатевих шлюбів, хоча вона виступала проти права усиновлення для одностатевих пар. Християнські демократи та Істинні фіни у своїх виборчих програмах зайняли негативну позицію щодо одностатевих шлюбів.

### 2010-ті роки
Завдяки підтримці п’яти з восьми партій у парламенті, обраному у 2007 році, вважалося можливим, що одностатеві шлюби будуть легалізовані після парламентських виборів 2011 року. Було припущення, що проблема одностатевих шлюбів стане основною темою, однак, у серпневому 2010 році опитування Yle, лише 20% респондентів сказали, що проблема має бути головною темою. Згідно із застосуванням рекомендацій щодо голосування Helsingin Sanomat, 90 депутатів 200-місного парламенту, обраного у 2011, підтримали право одностатевих пар на усиновлення, тоді як 93 депутати виступили проти. У результаті включення християнських демократів до кабінету міністрів — голова християнських демократів Пяйві Рясенен стала міністром внутрішніх справ — законопроєкт про легалізацію одностатевих шлюбів не був включений до урядової програми. Однак, за даними Лівого союзу, під час переговорів щодо формування уряду було досягнуто домовленості про те, що, якщо законопроєкт буде запропонований окремими депутатами, він буде підтриманий усіма іншими партіями урядової коаліції (Національна коаліція, соціал-демократи, Лівий та Зелений союзи й ШНП).
Невдовзі була створена робоча група з розробки законопроєкту, очолювана депутатом Національної коаліції Лассе Менністе, яка розпочала роботу у вересні 2011 року. Згодом 8 лютого 2012 року до фінського парламенту було подано законопроєкт, який підтримали 76 зі 199 депутатів, які проголосували. Проєкт отримав повну підтримку з боку Лівого союзу та їхніх колишніх депутатів (12 і 2 відповідно) та Зелених (10), окрім того, він отримав підтримку більшості в Соціал-демократів (30–12) та у ШНП (7–3). Тим часом законопроєкт про шлюб отримав підтримку меншості в Національній коаліції (14–30) і дуже незначну підтримку з боку центристів (1–34), у той час, як жоден депутат ні від «Справжніх фінів», ні від християнських демократів не висловив підтримки. За даними державного мовника Yle, пропозиція мала менші шанси на ухвалення, оскільки вона була подана як приватний законопроєкт і, отже, мала мати щонайменше 100 підписів, щоб отримати право на підготовчий процес у парламентському комітеті — на відміну від пропозиції уряду, яка надходить безпосередньо до комітету та на голосування на пленарному засіданні парламенту.
27 лютого 2013 року комітет з правових питань відхилив законопроєкт 9-8 голосами. До відхилення, його прихильники звинувачували голову комітету Енн Холмлунд (яка особисто виступала проти законопроєкту) у затягуванні процесу. Холмлунд це заперечила, вказавши на низку урядових пропозицій і законопроєктів, які підписали понад 100 депутатів, які мають пріоритет згідно з процедурними правилами. Депутат відІстинних фінів Ар'я Ювонен, яка, як вбачається, була більшою прихильницею геїв, ніж її попередниця в комітеті (Йоганна Юрва), також звинуватила Зелених, Соціал-демократів і Лівих у тому, що вони тиснули на неї, щоб вона схвалила законопроєкт проти групового рішення Істинних фінів. Поправка до Конституції Фінляндії, ухвалена 1 березня 2012 року, дозволяє парламенту розглядати ініціативи громадян, які мають щонайменше 50 000 дійсних підписів. Таким чином, швидко набрала обертів громадянська кампанія «Тахдон-2013» («Я роблю-2013»). Вона зібрала необхідні 100 000 підписів під законопроєктом до 19 березня 2013 рокуу перший день онлайн-голосування. Надалі, до кінцевого терміна, 19 вересня, ініціативу загалом підтримали 166 000 громадян, та вона була подана до парламенту в грудні 2013 року. Законопроєкт було винесено на вступне обговорення (фін. lähetekeskustelu) на пленарному засіданні 20 лютого 2014 року, після чого його було передано до Комітету з правових питань. 25 червня законопроєкт був відхилений юридичним комітетом 10 проти 6 голосів. Комітет рекомендував парламенту відхилити законопроєкт. Двоє членів не були присутні, хоча обидва перепрошували за відсутність і заявляли, що воно було б невдалим за результатами 9–8, якби всі були присутні.
28 листопада 2014 року парламент Фінляндії проголосував за відхилення результатів комітету з результатами 105 проти 92. Потім 12 грудня парламент схвалив легалізацію з результатом 101–90, що зробило її першою громадянською ініціативою, виведеною в закон парламентом. Він був підписаний президентом Саулі Нійністе 20 лютого 2015 року. Прем’єр-міністр Фінляндії Олександр Стубб підтримав законопроєкт, назвавши його «видатним прикладом громадянської влади». Після низки законодавчих заходів, закон, що дозволяє одностатеві шлюби, набув чинності 1 березня 2017 року, зробивши Фінляндію 12-ю європейською країною, яка легалізувала одностатеві шлюби.

## Усиновлення та планування сім'ї
Спільне усиновлення для одностатевих пар є законним з 1 березня 2017 року. Закон про одностатеві шлюби, ухвалений парламентом наприкінці 2014, включав положення, що дозволяють одностатевим парам усиновлювати дітей. Усиновлення пасинків було законним з 2009 року. Жіночі пари мають більше батьківських прав, ніж чоловічі пари, враховуючи, що доступ до штучного запліднення і штучного осіменіння було дозволено у 2006 році. Сурогатне материнство залишається незаконним як для різностатевих, так і для одностатевих пар.
У 2016 році була запущена громадянська ініціатива, де парламент закликали внести зміни до закону, щоб дозволити одностатевим парам мати автоматичне визнання батьківства. Раніше такі пари мали здійснювати внутрішньосімейне усиновлення, щоб бути визнаними батьками дітей, зачатих у результаті лікування безпліддя. У лютому 2018 року парламент ухвалив закон 122 голосами проти 42, який надає лесбійським парам усі права на оплату по вагітності та пологах і повні права на батьківство. Він був підписаний Президентом 20 квітня 2018 року та набрав чинності 1 квітня 2019 року.
| Партія                               | За | Проти | Утрималися         | Відсутні (не голосували) |
| ------------------------------------ | --- | --- | ------------------ | --- |
| Фінляндський центр                   | 22 - Анне Бернер - Ханнакайса Хейккінен - Петрі Хонконен - Кауко Юхантало - Антті Кайкконен - Тімо Каллі - Мікко Кярня - Ханна Косонен - Катрі Кульмуні - Антті Курвінен - Маркку Пакканен - Айла Палоніємі - Улла Парвіяйнен - Туомо Пуумала - Юха Пилвяс - Антті Рантакангас - Юха Рехула - Маркку Россі - Анніка Саарікко - Юха Сіпіля - Матті Ванханен - Ееріккі Вільянен | 15 - Олаві Ала-Ніссіля - Сіркка-Лііса Анттіла - Пертті Хаканен - Лассе Хаутала - Ханну Хосконен - Сеппо Кяріяйнен - Еско Ківіранта - Маркус Лохі - Еева-Марія Майяла - Арто Пірттілахті - Пекка Пуска - Мікко Савола - Мартті Талья - Тапані Теллі - Арі Торніайнен | –                  | 12 - Мікко Алатало - Марізанна Ярва - Анне Калмарі - Елсі Катайнен - Нііло Керянен - Тімо В. Корхонен - Ярі Леппя - Міка Лінтіля - Маурі Пеккарінен - Кіммо Тійлікайнен - Мір'я Вехкаперя - Ану Вехвіляйнен |
| Національна коаліція                 | 28 - Санні Гран-Лаасонен - Антті Хяккянен - Гаррі Харкімо - Тімо Хейнонен - Харрі Яскарі - Ілкка Канерва - Піа Каума - Паулі Кіуру - Яана Лайтінен-Песола - Санна Лауслахті - Ееро Лехті - Еліна Лепомякі - Сарі Мультала - Кай Мюккянен - Сарі Раассіна - Веера Руохо - Пертті Салолайнен - Сарі Саркомаа - Арто Сатонен - Саара-Софія Сірен - Ееро Суутарі - Марі-Леена Тальвітіе - Карі Толванен - Юхана Вартіайнен - Софія Вікман - Анне-Марі Віролайнен - Сінухе Валлінхеймо - Бен Зисковіц                                                       | 2 - Калле Йокінен - Юкка Копра | –                  | 8 - Маркку Естіля - Сусанна Коскі - Оуті Мякеля - Петтері Орпо - Яана Пелконен - Паула Рісіккоб - Вілле Рідман - Леніта Тойвакка                                                                            |
| Соціал-демократична партія Фінляндії | 30 - Еева-Йоханна Елоранта - Мааріт Фельдт-Ранта - Тар'я Філатов - Туула Хаатайнен - Тімо Харакка - Ееро Хейнялуома - Сусанна Хуовінен - Лаурі Іхалайнен - Ілкка Кантола - Аннелі Кільюнен - Кріста Кіуру - Суна Кюмялайнен - Антті Ліндтман - Мер'я Мякісало-Роппонен - Санна Марін - Рітта Мюллер - Ільмарі Нурмінен - Йоханна Ойала-Ніемела - Сірпа Паатеро - Йоона Рясенен - Антті Рінне - Крістііна Салонен - Вілле Скіннарі - Сату Тавітсайнен - Катя Таймела - Марія Толппанен - Пілві Торсті - Ерккі Туоміоя - Титті Туппурайнен - Піа Вітанен | – | –                  | 5 - Юкка Густафссон - Марія Гузеніна - Міка Карі - Ютта Урпіляйнен - Гаррі Валлін |
| Синє майбутнє                        | 4 - Тііна Еловара - Арі Ялонен - Ярі Ліндстрьом - Анне Лоухелайнен | 10 - Сімон Ело - Реййо Хонгісто - Кіммо Ківела - Карі Кульмала - Леа Мякіпяя - Мартті Мӧлсӕ - Юссі Ніністӧ - Веса-Матті Саараккала - Тімо Сойні - Сампо Терхо | 1 - Піркко Маттіла | 4 - Марія Лохела - Пентті Ойнонен - Матті Торвінен - Кай Турунен |
| Істинні фіни                         | 4 - Рітва Еломаа - Аря Ювонен - Вілле Тавіо - Вілле Вяхямякі | 10 - Лаура Хухтасаарі - Оллі Іммонен - Тоймі Канкаанніемі - Рамі Лехто - Яні Мякеля - Леена Мері - Міка Ніікко - Том Паккален - Міка Раатікайнен - Самі Савіо | –                  | 3 - Юхо Еерола - Тевуо Хаккарайнен - Ярі Ронкайнен |
| Зелений союз                         | 13 - Тоуко Аалто - Оуті Аланко-Кахілуото - Пекка Хаавісто - Ханна Халмеенпяя - Сату Хассі - Хелі Ярвінен - Емма Карі - Йоханна Карімякі - Юркі Касві - Кріста Мікконен - Вілле Нійністьо - Антеро Вартіа - Озан Янар | – | –                  | 2 - Оллі-Пойка Парвіайнен - Яні Тоївола |
| Лівий союз                           | 12 - Лі Андерсон - Пааво Архінмякі - Катя Хяннінен - Анна Контула - Анніка Лапінтїє - Сільвія Модіґ - Маркус Мустаярві - Ярі Миллйокоскі - Айно-Кайса Пеконен - Ханна Сарккінен - Матті Семі - Карі Уотіла | – | –                  | – |
| Шведська народна партія Фінляндіїа   | 9 - Андерс Адлеркрец - Ева Біаудет - Томас Бломквіст - Анна-Мая Генрікссон - Матс Лефстрьом - Мікаела Ніландер - Матс Нилунд - Вероніка Рен-Ківі - Стефан Валлін | – | –                  | 1 - Йоакім Странд |
| Християнські демократи               | – | 5 - Сарі Ессая - Антеро Лаукканен - Петер Естман - Пяйві Рясянен - Сарі Танус | –                  | – |
| Підсумок                             | 122 | 42 | 1                  | 35 |

а. Парламентська група шведськомовних фінів складається з дев'яти членів Шведської народної партії та одного незалежного представника автономного регіону Аландські острови.
б. Спікерголосує лише за надзвичайних обставин, хоча він або вона продовжує працювати як один із 200 членів парламенту.

## Захист від дискримінації
Дискримінація за ознакою сексуальної орієнтації криміналізована з 1995 року, а за гендерною ідентичністю або самовираженням — з 2005 року. Закон про рівність між жінками та чоловіками забороняє дискримінацію за ознакою статі та гендерної ідентичності. У 2014 році парламент Фінляндії вніс зміни до закону, встановивши додатковий захист у сфері зайнятості, надання товарів і послуг, освіти та медичних послуг.
Розділ 8(1) Закону про дискримінацію (фін. Yhdenvertaisuuslaki; швед. Diskrimineringslag)  містить таке:
| Ліві лапки | Ніхто не може бути дискримінований за ознаками віку, походження, національності, мови, релігії, переконань, поглядів, політичної активності, профспілкової діяльності, сімейних відносин, стану здоров'я, інвалідності, сексуальної орієнтації або за іншими особистими ознаками. Дискримінація заборонена незалежно від того, чи ґрунтується вона на фактах або припущеннях, що стосуються самої людини або інших осіб. | Праві лапки |

Поліція Фінляндії повідомила про 73 насильницькі напади та напади на ЛГБТ у 2018 році, що на 27% більше, ніж у 2017 році. Напади, пов’язані з сексуальною орієнтацією, були єдиним типом мотиву ненависті, який збільшився, а напади, пов’язані з національністю, інвалідністю чи релігією, зменшилися. У листопаді 2019 року Інститут здоров’я та добробуту повідомив, що ЛГБТ-діти та молодь значно частіше стикаються з залякуваннями, фізичним, психологічним і сексуальним насильством, ніж їхні гетеросексуальні однолітки, а також частіше страждають від насильства вдома.

## Права трансгендерів та інтерсексуалів

### Право на зміну юридичної статі
До 2023 року люди, які бажають змінити свою стать в офіційних документах, таких як паспорти, свідоцтва про народження та ідентифікаційні номери, повинні були бути стерилізовані або "з деяких інших причин бути безплідними". У 2012 році можливу зміну закону розглядало Міністерство соціальних справ і охорони здоров'я Фінляндії. У 2017 році фінський уряд відхилив рекомендацію Ради ООН з прав людини щодо скасування вимоги щодо стерилізації. У жовтні 2017 року законопроєкт про внесення змін до закону провалився через недостатню кількість депутатів, які підтримали це рішення. Голова комітету Туула Хаатайнен сказала, що лише 8 із 17 членів комітету підтримали його. Проєкт був представлений депутатом від Лівого союзу Сільвією Модіг у 2016 році та зібрав 85 підписів у парламенті Фінляндії.
У 2017 році Сакріс Купіла, трансгендерний активіст і студент-медик, отримав відмову у зміні юридичної статі після того, як він відмовився пройти цей процес, проводячи разом з Amnesty International кампанію з вимогою змінити закон. Трансгендери також мають отримати діагноз психічного розладу, щоб отримати зміну статі в документах.
У 2019 році новообраний уряд Антті Рінне оприлюднив свої законодавчі плани на наступні 4 роки: скасування вимоги щодо стерилізації для зміни статі та заборону операцій на інтерсексуальних немовлятах. Однак уряд Рінне пішов у відставку до того, як цей закон міг бути поданий до парламенту.
6 квітня 2021 року була запропонована громадянська ініціатива про внесення змін до закону про трансгендерність, як-от скасування вимоги стерилізації та надання права трансгендерам віком від 15 років змінювати свою юридичну стать з дозволу батьків або осіб, що їх заміняють. Він набрав необхідних 50 000 підписів через 1 день після подання та був надісланий до парламенту 24 вересня із загальною кількістю 68 374 підписів.
1 лютого 2023 року закон було прийнято за результатом «за» – 113, «проти» — 69. Більшість урядових партій проголосували за, а більшість опозиційних партій проголосували проти; урядова Центристська партія та опозиційна Національна коаліція розділилися. У поправках було збільшено віковий ценз для зміни статі до 18 років, а також встановлено обмеження не більше одного разу на рік без особливої причини. Закон також передбачав 30-денний «період на роздуми». Процес був суперечливим, оскільки Центристська партія, яка, за словами соціал-демократів, обіцяла проголосувати за закон у комітеті, виступила проти нього в комітеті з соціальних питань та охорони здоров’я. На думку Центристської партії, закон стосувався питання, за яке її представники мали право вільно голосувати за совістю. У березні 2023 року президент Фінляндії офіційно підписав законопроєкт і він набув чинності 3 квітня.

### Доступ до медичної допомоги
У 2020 році Рада з вибору охорони здоров’я у Фінляндії рекомендувала, щоб стандарти лікування для дорослих трансгендерів віддавали пріоритет «психосоціальній підтримці» та дозволяли медичний перехід у пріоритет у випадках, коли «дисфорія, пов’язана з гендерною ідентичністю, є стійкою (> 2 років)), що людина може послідовно описати, наскільки дисфорія шкодить їй у повсякденних ситуаціях, і що можна достеменно встановити, що дисфорія шкодить її соціальному життю чи професійній кар’єрі або спричиняє значні страждання». Рада також випустила рекомендації щодо лікування трансгендерної молоді до 25 років, заявивши, що «першочерговим втручанням при гендерних відмінностях у дитячому та підлітковому віці є психосоціальна підтримка і, за необхідності, гендерно-дослідницька терапія та лікування супутніх психічних розладів» і що медичне втручання може надаватися лише «в окремому випадку».
Опитування, проведене компанією Seta показало, що понад 40% трансреспондентів взагалі не змогли отримати необхідну допомогу, при цьому більшість респондентів повідомили про подовжений час очікування на допомогу.

## Донорство крові
У Фінляндії, як і в багатьох інших країнах, геям і бісексуалам раніше не дозволялося здавати кров. У грудні 2013 року Фінське агентство з лікарських засобів змінило свої правила щодо донорства крові, скасувавши постійну заборону для чоловіків, які мають секс з чоловіками (ЧСЧ), і встановивши однорічний період відстрочки.
У 2021 році термін було скорочено до 4 місяців, а з грудня 2023 року додаткова відстрочка для ЧСЧ не передбачена.

## Громадська думка

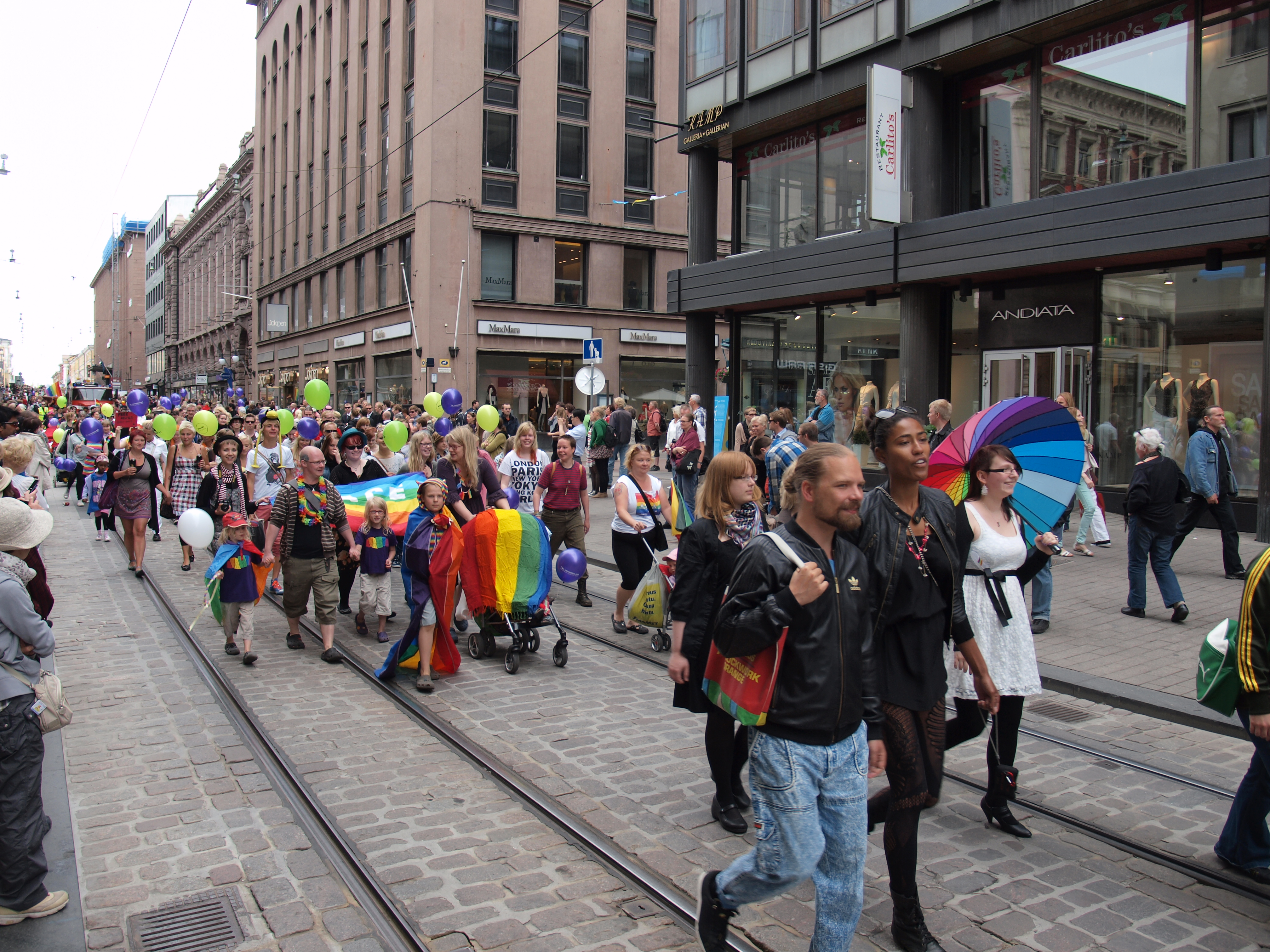
Гельсінський гей-парад у 2012 році

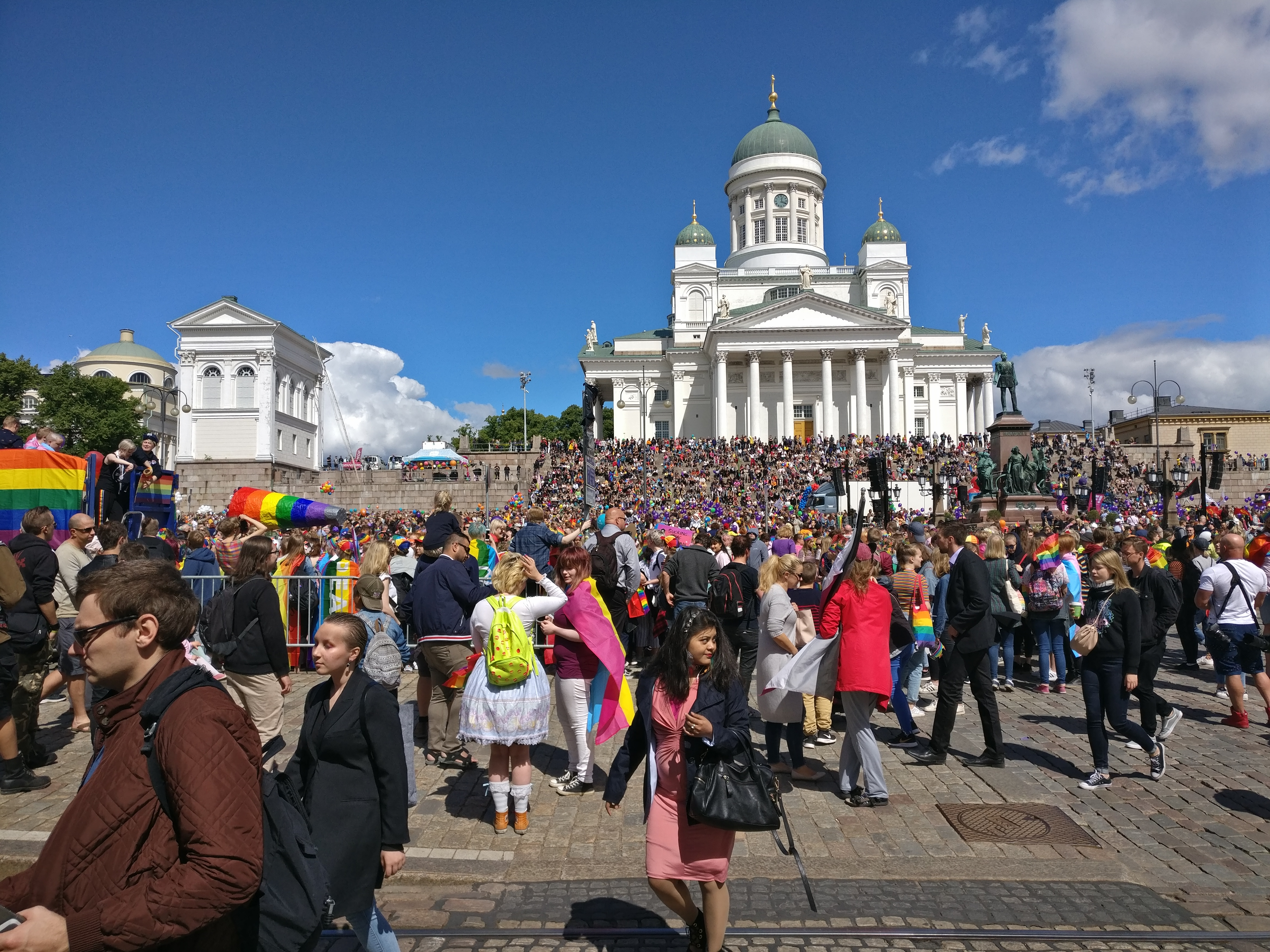
Гельсінкий гей-парад 2018 року відвідали приблизно 100 000 людей, що майже втричі більше, ніж у 2017 році.

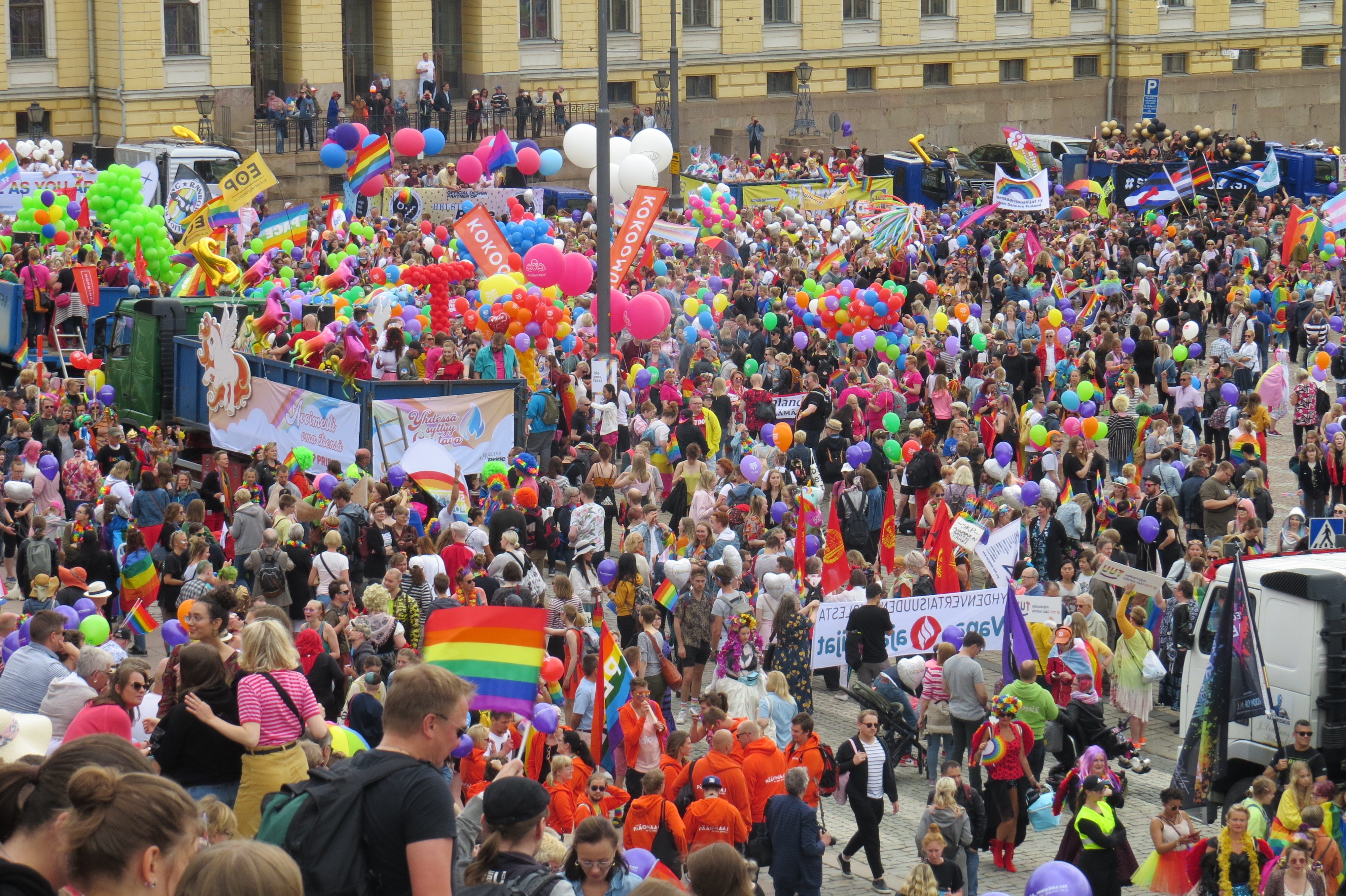
Учасники Гельсінського гей-параду, 2019

Підтримка одностатевих шлюбів у Фінляндії поступово зростає з 2000-х років. Опитування ЄС у грудні 2006 року показало, що 45% жителів Фінляндії підтримують одностатеві шлюби, тоді як опитування, проведене Yle у серпні 2010 року, показало 54% за та 35% проти. У січні 2013 року опитування, проведене YouGov, показало, що підтримка зросла до 57%, при цьому 32% були проти, а 12% не впевнені. У цьому ж опитуванні 51% підтримали одностатеве усиновлення, 36% були проти й 13% не впевнені. Опитування Taloustutkimus у березні 2013 року показало, що 58% фінів підтримують одностатеві шлюби. Опитування Taloustutkimus у березні 2014 року, показало, що 65% фінів підтримують одностатеві шлюби, тоді як 27% виступають проти. Інше опитування в березні 2014 року показало, що 57% підтримують одностатеве усиновлення, а 36% виступають проти.
Панельна дискусія про права геїв, яка транслювалася на Yle TV2 12 жовтня 2010 супроводжувався безпрецедентно високою кількістю людей, які покидали Євангелічно-лютеранську церкву Фінляндії. У 2014 році тисячі фінів вийшли з Церкви після коментарів церковних чиновників, які підтримують законодавство про одностатеві шлюби. У червні 2019 року архієпископ Тапіо Луома підтвердив, що одностатеві пари вітаються на всіх церковних заходах.
Євробарометр за 2015 рік показав, що 66% фінів вважають, що одностатеві шлюби повинні бути дозволені по всій Європі, а 28% були проти.
У дослідженні Finsex 2015 року 29% фінських чоловіків відповіли, що гомосексуальність є «збоченням», тоді як у 2002 році ця цифра становила 43%. У 2015 році 15% жінок відповіли, що гомосексуальність є «збоченням», проти 28% у 2002 році. У 2015 році близько 40% молодих фінських жінок заявляли про потяг до тієї ж статі, тоді як близько 20% молодих фінських чоловіків заявляли про потяг до своєї статі.
Євробарометр 2019 року показав, що 76% фінів вважають, що одностатеві шлюби повинні бути дозволені в Європі, тоді як 21% були проти. 80% вважають, що геї, лесбійки та бісексуали повинні мати ті ж права, що й гетеросексуали, а 79% вважають, що в одностатевих сексуальних стосунках немає нічого поганого.
Євробарометр 2023 року виявив, що 76% фінів вважають, що одностатеві шлюби повинні бути дозволені по всій Європі, а 82% погодилися, що «у сексуальних стосунках між двома особами однієї статі немає нічого поганого».

## Умови життя
Фінляндію часто називають однією з найбільш дружніх до ЛГБТ країн у світі, і громадське сприйняття таких людей та їхніх одностатевих стосунків є високим. «Індекс щастя геїв» (англ. Gay Happiness Index; GHI), заснований на опитуванні PlanetRomeo, визначає Фінляндію як дванадцяту найщасливішу країну для ЛГБТ-людей, нарівні з такими країнами, як Нова Зеландія та Іспанія. У березні 2019 року Фінляндія була визнана четвертою найкращою дружньою до ЛГБТ країною для мандрівок, у порівнянні з кількома іншими європейськими країнами, зокрема Нідерландами, Австрією, Мальтою та Ісландією.
У кількох містах Фінляндії є правозахисні організації. Найбільшою з таких груп є Seta, заснована в 1974 році. Серед інших — Trasek, група захисту прав трансгендерів та інтерсексуалів і Rainbow Families (Sateenkaariperheet, Regnbågsfamiljer). Ці групи виступають за рівні права для одностатевих пар і трансгендерів шляхом політичного лобіювання, поширення інформації та організації соціальних заходів. Вони також пропонують допомогу, керівництво та консультації щодо камінг-ауту, здоров’я, сексу та стосунків.
У столиці Фінляднії - Гельсінках є помітна спільнота з різними гей-барами, клубами, кафе та іншими місцями та подіями. Перша публічна гей-маніфестація у Фінляндії відбулася в 1981 році в Гельсінкі під назвою «Дні визволення» (Vapautuspäivät, Befrielsedagen). Гей-паради проводяться в різних містах Фінляндії, зокрема в столиці, а також у таких містах, як Оулу, Ювяскюля, Турку, Тампере, Рованіємі, Лаппеенранта, Ловійса, Порі, Ріїгімякі, Лахті, Коувола та Куусамо. Приблизно 100 000 людей відвідали Гельсінський гей-парад у 2018, а у параді 2019 брав участь прем’єр-міністр Антті Рінне. На півночі країни проводиться Сапмійський прайд, щороку змінюючи міста у Норвегії, Швеції та Фінляндії. У Фінляндії він вперше відбувся у 2017 році в місті Інарі, загалом проводиться з 2014.

### Політика
У 2011 році Пекка Хаавісто, відкритий гей, член парламенту Фінляндії та колишній міністр навколишнього середовища, був висунутий кандидатом від Зеленого союзу на президентських виборах у Фінляндії 2012 року. У першому турі виборів 22 січня 2012 року він посів друге місце з 18,8% голосів, але у другому турі 5 лютого він програв кандидату від Національної коаліційної партії, колишньому міністру фінансів Саулі Нііністе з 37,4% голосів.
У лютому 2017 року Хаавісто оголосив, що повторно балотуватиметься на президентських виборах 2018 року. Рішення було прийнято після того, як Зелений союз неодноразово зверталася до нього. На виборах Хаавісто посів друге місце з 12,4 відсотками голосів, тоді як президент Нійністе продовжив свій другий термін із більшістю голосів.

## Зведена таблиця
| Одностатеві сексуальні стосунки законні                                                                     | (З 1971 року)                                                                  |
| Рівний вік згоди (16 років)                                                                                 | (З 1999 року)                                                                  |
| Закони про боротьбу з дискримінацією у працевлаштуванні                                                     | (З 1995 року)                                                                  |
| Закони про боротьбу з дискримінацією у сфері надання товарів та послуг                                      | (З 2001 року)                                                                  |
| Закони про боротьбу з дискримінацією у всіх інших сферах (включаючи непрямую дискримінацію, мову ворожнечі) | (З 2004 року)                                                                  |
| Закони про боротьбу з дискримінацією щодо гендерної ідентичності                                            | (З 2005 року)                                                                  |
| Визнання одностатевих пар                                                                                   | (З 2002 року)                                                                  |
| Одностатеві шлюби                                                                                           | (З 2017 року)                                                                  |
| Усиновлення пасинків одностатевими парами                                                                   | (З 2009 року)                                                                  |
| Спільне усиновлення одностатевими парами                                                                    | (З 2017 року)                                                                  |
| Представникам ЛГБТ дозволено відкрито служити в армії                                                       | (Ніколи не заборонялося)                                                       |
| Право на зміну юридичної статі в документах (наприклад, у свідоцтві про народження)                         | (З 2023 року шляхом самовизначення без примусових заходів ДРТ та стерилізації) |
| Доступ до штучного запліднення для лесбійських пар                                                          | (З 2006 року)                                                                  |
| Автоматичне батьківство для обох з подружжя після народження дитини                                         | (З 2019 року)                                                                  |
| Заборона конверсійної терапії для неповнолітніх                                                             | No                                                                             |
| Комерційне сурогатне материнство для пар геїв-чоловіків                                                     | (Незаконний для гетеросексуальних пар)                                         |
| ЧСЧ дозволено бути донором крові                                                                            | (Законно з 2013 року, без відстрочки з 2023 року)                              |

## Нотатки
1. ↑  півн.-саам. Ovttaveardásašvuođaláhka;[48] інарі-саамськ. Oovtviärdásâšvuođâlaahâ;[49] кол.-саам. Õõutverddsažvuõttlääʹǩǩ